# Methanococcoides
Methanococcoides — род архей из семейства Methanosarcinaceae. Метаноген, для питания необходимы метиловые соединения.

## Классификация
На июнь 2017 года в род включают 4 вида:
- Methanococcoides alaskense Singh et al. 2005
- Methanococcoides burtonii Franzmann et al. 1993
- Methanococcoides methylutens Sowers and Ferry 1985typus
- Methanococcoides vulcani L’Haridon et al. 2014